# Михаил Колесников
Михаил Викторович Колесников (на руски: Михаил Викторович Колесников) е съветски и руски футболист, най-известен като полузащитник на ЦСКА Москва, за който играе в продължение на 10 сезона.

## Кариера
Юноша е на ЦСКА Москва, като започва да играе за детските формации на тима през 1977 г. През 1983 г. Владимир Федотов го взима в дублиращия отбор, а същият сезон Юрий Морозов му дава шанс в няколко мача за първия тим. Колесников не става титуляр веднага – дълго време в полузащитата се дава предимство на младежките национали Валдас Иванаускас, Владимир Татарчук и Валерий Шмаров. През 1987 г. изиграва 23 мача в шампионата и се утвърждава отдясно на халфовата линия. Тимът обаче не успява да се задържи във Висшата лига на СССР и изпада в Първа лига. В края на 80-те голяма част от тима, включително и Колесников, обмислят напускане. Михаил получава предложение от Спартак Москва, но след назначаването на Павел Садирин на треньорския пост, решава да остане в ЦСКА.
През 1989 „армейците“ печелят Първа лига с голяма преднина пред останалите. През 1990 г. тимът завършва на втора позиция във Висшата лига, а през 1991 г. Колесников печели титлата и Купата на страната. След разпадането на СССР Райо Валекано изпраща оферта за Колесников и защитника Дмитрий Бистров, но ЦСКА отказва да пусне футболистите в испанския клуб. През 1993 г. отношенията му с треньора Генадий Костилев се влошават и прекарва целия сезон в дублиращия отбор.
През 1994 г. преминава в Спартак Москва. По време на предсезонната подготовка обаче получава тежка контузия и не записва нито един мач за тима. След като Александър Тарханов става треньор на ЦСКА Москва, Колесников се завръща в тима. Записва два мача за втория отбор, а след края на сезона е освободен.
След края на кариерата си работи 10 години в държавната автоинспекция към МВР на Русия. Известно време е и администратор в хокейния клуб на вътрешното министерство.

## Успехи
- Шампион на СССР – 1991
- Купа на СССР – 1991
- Първа лига на СССР – 1986, 1989